# المنظمة الدولية لأبحاث الدماغ
المنظمة الدولية لأبحاث الدماغ ( IBRO ) هي اتحاد عالمي لمنظمات علم الأعصاب التي تهدف إلى تعزيز ودعم علم الأعصاب في جميع أنحاء العالم من خلال التدريب والتدريس والبحث التعاوني والدعوة والتوعية. يتشكل مجلس ادارة المنظمة الدولية لأبحاث الدماغ من أكثر من 90 منظمة علمية دولية ووطنية وإقليمية و الذي يعمل جنبًا إلى جنب مع اللجان الإقليمية الخمس لـلمنظمة، وذلك لتلبية احتياجات المنظمة وتعزيز عمل العلماء الأفراد والمجتمعات البحثية في كل مكان. بالإضافة إلى ذلك، لدى المنظمة الدولية لأبحاث الدماغ شراكات مع جمعيات ومنظمات علمية ذات تفكير مماثل لتحديد الأولويات والمساعدة في سد الفجوات في المعرفة والاستثمار والموارد في مجال أبحاث الدماغ .

## تاريخ
تأسست المنظمة الدولية لابحاث الدماغ في عام 1961 استجابة للطلب المتزايد من علماء الأعصاب في جميع أنحاء العالم لإنشاء منظمة مركزية من شأنها أن تعبر حدود العالم وتحسن التواصل والتعاون بين الباحثين في مجال الدماغ.
يمكن إرجاع أصل المنظمة الدولية لابحاث الدماغ إلى اجتماع لأخصائيي تخطيط كهربية الدماغ في لندن عام 1947، مما أدى إلى إنشاء الاتحاد الدولي لتخطيط أمواج الدماغ والفيزيولوجيا العصبية السريرية(IFEEG) [الإنجليزية] . نجح مؤتمر لاحق في موسكو عام 1958 في ضم الاتحاد الدولي لتخطيط أمواج الدماغ والفيزيولوجيا العصبية السريرية(IFEEG [الإنجليزية]) ومجموعات أخرى في الحصول على دعم إجماعي لقرار يقترح إنشاء منظمة دولية تمثل أبحاث الدماغ في جميع أنحاء العالم.
تأسست المنظمة الدولية لابحاث الدماغ كمنظمة مستقلة غير حكومية ينظمها مجلس إدارة. تمثل المنظمة مصالح حوالي 75000 من علماء الأعصاب حول العالم.

## الاجتماع الرباعي
بالتعاون مع جمعيات علم الأعصاب في جميع أنحاء العالم، تعقد المنظمة الدولية لابحاث الدماغ مؤتمرات دولية مرة كل أربع سنوات.
مؤتمرات المنظمة الدولية لابحاث الدماغ العالمية:
- لوزان، سويسرا (1982)
- بودابست، المجر (1987)
- مونتريال، كندا (1991)
- كيوتو، اليابان (1995)
- القدس، إسرائيل (1999)
- براغ، جمهورية التشيك (2003)
- ملبورن، أستراليا (2007)
- فلورنسا، إيطاليا (2011)
- ريو دي جانيرو، البرازيل (2015)
- دايجو، كوريا الجنوبية (2019)
- غرناطة، إسبانيا (2023)

## الرؤساء
رؤساء المنظمة الدولية لابحاث الدماغ:
- هانز لوكاس تيوبر (1969-1971)
- ألفريد يوجين فيسار [الإنجليزية] (1971-1974)
- والي نوتا (1974-1980)
- ماساو إيتو (1980-1984)
- دومينيك ب. برفرية (1984-1999)
- تورستن فيزل (1999-2005)
- ألبرت أجوايو (2005-2008)
- كارلوس بيلمونتي [الإنجليزية] (2008-2014)
- بيير ماجيستريتي (2014-2020)
- تريسي بيل (2020 إلى الوقت الحاضر)

## المنشورات
- <i id="mwQw">علم الأعصاب</i> هي المجلة الرسمية للمنظمة الدولية لابحاث الدماغ، والتي تنشرها Elsevier نيابة عنهم.
- IBRO Neuroscience Reports هي مجلة مفتوحة الوصول تنشرها شركة Elsevier.
- علم الأعصاب: علم الدماغ هو كتيب للأطفال الأكبر سنًا وعامة الناس. ويهدف إلى وصف فهمنا الحالي لوظيفة الدماغ. يركز كل فصل من الفصول العشرين على جانب مختلف من الدماغ وقد كتبه كبار علماء الأعصاب في هذا المجال. وهو متوفرة بأكثر من عشرين لغة.[6]

## الأعضاء الفخريون
- كارلوس شاغاس
- هربرت جاسبر
- إيفان سولومونوفيتش بيريتاشفيلي
- جون اكليس
- هنري جاستو
- ويليم ستورم فان ليوين [الإنجليزية]
- كلاوس أونا
- خواكين لوكو فالينزويلا [الإنجليزية]
- فيكتور همبرغر
- ليليانا لوبينسكا
- والتر أ. روزنبليث
- ثيودور هولمز بولوك
- والي نوتا
- روبرت ناكيت [الإنجليزية]
- ديريك ريختر
- تورستن فيزل

## روابط خارجية
- الموقع الرسمي